# 대구사과
대구사과는 대구광역시 일대에서 생산되는 사과이다. 옛날에는 전국적으로 유명했으나, 지구 온난화와 도시 개발로 인해 재배면적이 크게 줄어늘었고 군위군의 대구광역시 편입 이전에는 팔공산 인근의 고지대, 특히 평광동에서 사과가 많이 재배되었다. 2023년 7월 1일 군위군의 대구광역시 편입에 따라 대구광역시의 사과 재배 면적이 몇배로 늘어난다.